# Coupe de France
Francouzský pohár (francouzsky Coupe de France, Coupe Charles Simon) je hlavní vyřazovací soutěž ve francouzském fotbalu pořádaná Francouzskou fotbalovou asociací. Je otevřena všem francouzským fotbalovým klubům (profesionálním i amatérským) přidruženým k federaci a týmům ze zemí francouzské zámořské kolektivity. 
První ročník byl 1917/18 a prvním vítězem se stal Olympique de Paris. Vůbec nejúspěšnější klub je Paris Saint-Germain FC, který vyhrál pohár čtrnáctkrát a také vytvořil rekord když vyhrál čtyři krát po sobě (2014/15, 2015/16, 2016/17 a 2017/18).

## Vítězové
- 1917/18: Olympique de Paris (1. vítězství)
- 1918/19: CASG (1)
- 1919/20: CA Paris Charenton (1)
- 1920/21: Red Star FC (1)
- 1921/22: Red Star FC (2)
- 1922/23: Red Star FC (3)
- 1923/24: Olympique Marseille (1)
- 1924/25: CASG (2)
- 1925/26: Olympique Marseille (2)
- 1926/27: Olympique Marseille (3)
- 1927/28: Red Star FC (4)
- 1928/29: Montpellier HSC (1)
- 1929/30: FC Sète 34 (1)
- 1930/31: Club Français (1)
- 1931/32: AS Cannes (1)
- 1932/33: Excelsior AC (1)
- 1933/34: FC Sète 34 (2)
- 1934/35: Olympique Marseille (4)
- 1935/36: RC Paříž (1)
- 1936/37: FC Sochaux-Montbéliard (1)
- 1937/38: Olympique Marseille (5)
- 1938/39: RC Paříž (2)
- 1939/40: RC Paříž (3)
- 1940/41: FC Girondins de Bordeaux (1)
- 1941/42: Red Star FC (5)
- 1942/43: Olympique Marseille (6)
- 1943/44: AS Nancy-Lorraine (1)
- 1944/45: RC Paříž (4)
- 1945/46: LOSC Lille (1)
- 1946/47: LOSC Lille (2)
- 1947/48: LOSC Lille (3)
- 1948/49: RC Paříž (5)
- 1949/50: Stade Reims (1)
- 1950/51: RC Strasbourg Alsace (1)
- 1951/52: OGC Nice (1)
- 1952/53: LOSC Lille (4)
- 1953/54: OGC Nice (2)
- 1954/55: LOSC Lille (5)
- 1955/56: CS Sedan-Torcy (1)
- 1956/57: Toulouse FC (1937) (1)
- 1957/58: Stade Reims (2)
- 1958/59: Le Havre AC (1)
- 1959/60: AS Monaco FC (1)
- 1960/61: CS Sedan-Torcy (2)
- 1961/62: AS Saint-Étienne (1)
- 1962/63: AS Monaco FC (2)
- 1963/64: Olympique Lyon (1)
- 1964/65: Stade Rennais FC (1)
- 1965/66: RC Strasbourg Alsace (2)
- 1966/67: Olympique Lyon (2)
- 1967/68: AS Saint-Étienne (2)
- 1968/69: Olympique Marseille (7)
- 1969/70: AS Saint-Étienne (3)
- 1970/71: Stade Rennais FC (2)
- 1971/72: Olympique Marseille (8)
- 1972/73: Olympique Lyon (3)
- 1973/74: AS Saint-Étienne (4)
- 1974/75: AS Saint-Étienne (5)
- 1975/76: Olympique Marseille (9)
- 1976/77: AS Saint-Étienne (6)
- 1977/78: AS Nancy (2)
- 1978/79: FC Nantes (1)
- 1979/80: AS Monaco FC (3)
- 1980/81: SC Bastia (1)
- 1981/82: Paris Saint-Germain FC (1)
- 1982/83: Paris Saint-Germain FC (2)
- 1983/84: FC Mety (1)
- 1984/85: AS Monaco FC (4)
- 1985/86: FC Girondins de Bordeaux (2)
- 1986/87: FC Girondins de Bordeaux (3)
- 1987/88: FC Mety (2)
- 1988/89: Olympique Marseille (10)
- 1989/90: Montpellier HSC (2)
- 1990/91: AS Monaco FC (5)
- 1991/92: se neodehrálo
- 1992/93: Paris Saint-Germain FC (3)
- 1993/94: AJ Auxerre (1)
- 1994/95: Paris Saint-Germain FC (4)
- 1995/96: AJ Auxerre (2)
- 1996/97: OGC Nice (3)
- 1997/98: Paris Saint-Germain FC (5)
- 1998/99: FC Nantes (2)
- 1999/00: FC Nantes (3)
- 2000/01: RC Strasbourg Alsace (3)
- 2001/02: FC Lorient (1)
- 2002/03: AJ Auxerre (3)
- 2003/04: Paris Saint-Germain FC (6)
- 2004/05: AJ Auxerre (4)
- 2005/06: Paris Saint-Germain FC (7)
- 2006/07: FC Sochaux-Montbéliard (2)
- 2007/08: Olympique Lyon (4)
- 2008/09: EA Guingamp (1)
- 2009/10: Paris Saint-Germain FC (8)
- 2010/11: LOSC Lille (6)
- 2011/12: Olympique Lyon (5)
- 2012/13: FC Girondins de Bordeaux (4)
- 2013/14: EA Guingamp (2)
- 2014/15: Paris Saint-Germain FC (9)
- 2015/16: Paris Saint-Germain FC (10)
- 2016/17: Paris Saint-Germain FC (11)
- 2017/18: Paris Saint-Germain FC (12)
- 2018/19: Stade Rennais FC (4)
- 2019/20: Paris Saint-Germain FC (13)
- 2020/21: Paris Saint-Germain FC (14)
- 2021/22: FC Nantes (4)
- 2022/23: Toulouse FC (1)
- 2023/24: Paris Saint-Germain FC (15)
- 2024/25: Paris Saint-Germain FC (16)

## Vítězové podle roků
| Klub                      | Vítěz | Finalista | Vítěz (roky)                                                                                   | Finalista (roky)                                     |
| ------------------------- | ----- | --------- | ---------------------------------------------------------------------------------------------- | ---------------------------------------------------- |
| Paris Saint-Germain FC    | 16    | 5         | 1982, 1983, 1993, 1995, 1998, 2004, 2006, 2010, 2015, 2016, 2017, 2018, 2020, 2021, 2024, 2025 | 1985, 2003, 2008, 2011, 2019                         |
| Olympique Marseille       | 10    | 9         | 1924, 1926, 1927, 1935, 1938, 1943, 1969, 1972, 1976, 1989                                     | 1934, 1940, 1954, 1986, 1987, 1991, 2006, 2007, 2016 |
| AS Saint-Étienne          | 6     | 4         | 1962, 1968, 1970, 1974, 1975, 1977                                                             | 1960, 1981, 1982, 2020                               |
| Lille OSC                 | 6     | 3         | 1946, 1947, 1948, 1953, 1955, 2011                                                             | 1939, 1945, 1949                                     |
| AS Monaco FC              | 5     | 5         | 1960, 1963, 1980, 1985, 1991                                                                   | 1974, 1984, 1989, 2010, 2021                         |
| Racing de France          | 5     | 3         | 1936, 1939, 1940, 1945, 1949                                                                   | 1930, 1950, 1990                                     |
| Olympique Lyon            | 5     | 4         | 1964, 1967, 1973, 2008, 2012                                                                   | 1963, 1971, 1976, 2024                               |
| Red Star Saint-Ouen       | 5     | 1         | 1921, 1922, 1923, 1928, 1942                                                                   | 1946                                                 |
| FC Girondins de Bordeaux  | 4     | 6         | 1941, 1986, 1987, 2013                                                                         | 1943, 1952, 1955, 1964, 1968, 1969                   |
| FC Nantes                 | 4     | 6         | 1979, 1999, 2000, 2022                                                                         | 1966, 1970, 1973, 1983, 1993, 2023                   |
| AJ Auxerre                | 4     | 2         | 1994, 1996, 2003, 2005                                                                         | 1979, 2015                                           |
| Stade Rennais FC          | 3     | 4         | 1965, 1971, 2019                                                                               | 1922, 1935, 2009, 2014                               |
| RC Strasbourg             | 3     | 3         | 1951, 1966, 2001                                                                               | 1937, 1947, 1995                                     |
| OGC Nice                  | 3     | 1         | 1952, 1954, 1997                                                                               | 1978                                                 |
| FC Sète 34                | 2     | 4         | 1930, 1934                                                                                     | 1923, 1924, 1929, 1942                               |
| CS Sedan                  | 2     | 3         | 1956, 1961                                                                                     | 1965, 1999, 2005                                     |
| FC Sochaux-Montbéliard    | 2     | 3         | 1937, 2007                                                                                     | 1959, 1967, 1988                                     |
| Montpellier               | 2     | 2         | 1929, 1990                                                                                     | 1931, 1994                                           |
| Stade Reims               | 2     | 2         | 1950, 1958                                                                                     | 1977, 2025                                           |
| FC Metz                   | 2     | 1         | 1984, 1988                                                                                     | 1938                                                 |
| EA Guingamp               | 2     | 1         | 2009, 2014                                                                                     | 1997                                                 |
| CAS Généreaux Paris       | 2     | -         | 1919, 1925                                                                                     | –                                                    |
| Olympique de Pautin Paris | 1     | 2         | 1918                                                                                           | 1919, 1921                                           |
| SC Bastia                 | 1     | 2         | 1981                                                                                           | 1972, 2002                                           |
| Club Francais Paris       | 1     | -         | 1931                                                                                           | –                                                    |
| AS Cannes                 | 1     | -         | 1932                                                                                           | –                                                    |
| Excelsior Roubaix         | 1     | -         | 1933                                                                                           | –                                                    |
| ÉF Nancy-Lorraine         | 1     | -         | 1944                                                                                           | –                                                    |
| Toulouse FC (1937)        | 1     | -         | 1957                                                                                           | –                                                    |
| AS Nancy                  | 1     | -         | 1978                                                                                           | –                                                    |
| FC Lorient                | 1     | -         | 2002                                                                                           | –                                                    |
| Toulouse FC               | 1     | -         | 2023                                                                                           | –                                                    |

## Česká stopa
- Jaroslav Plašil získal v roce 2013 trofej s FC Girondins de Bordeaux, ve finálovém střetnutí proti Évianu (výhra 3:2) vedl tým jako kapitán.[1]

- Tomáš Koubek v roce 2019 získal trofej se Stade Rennais FC po výhře proti PSG.